# Parc national de l'Asinara

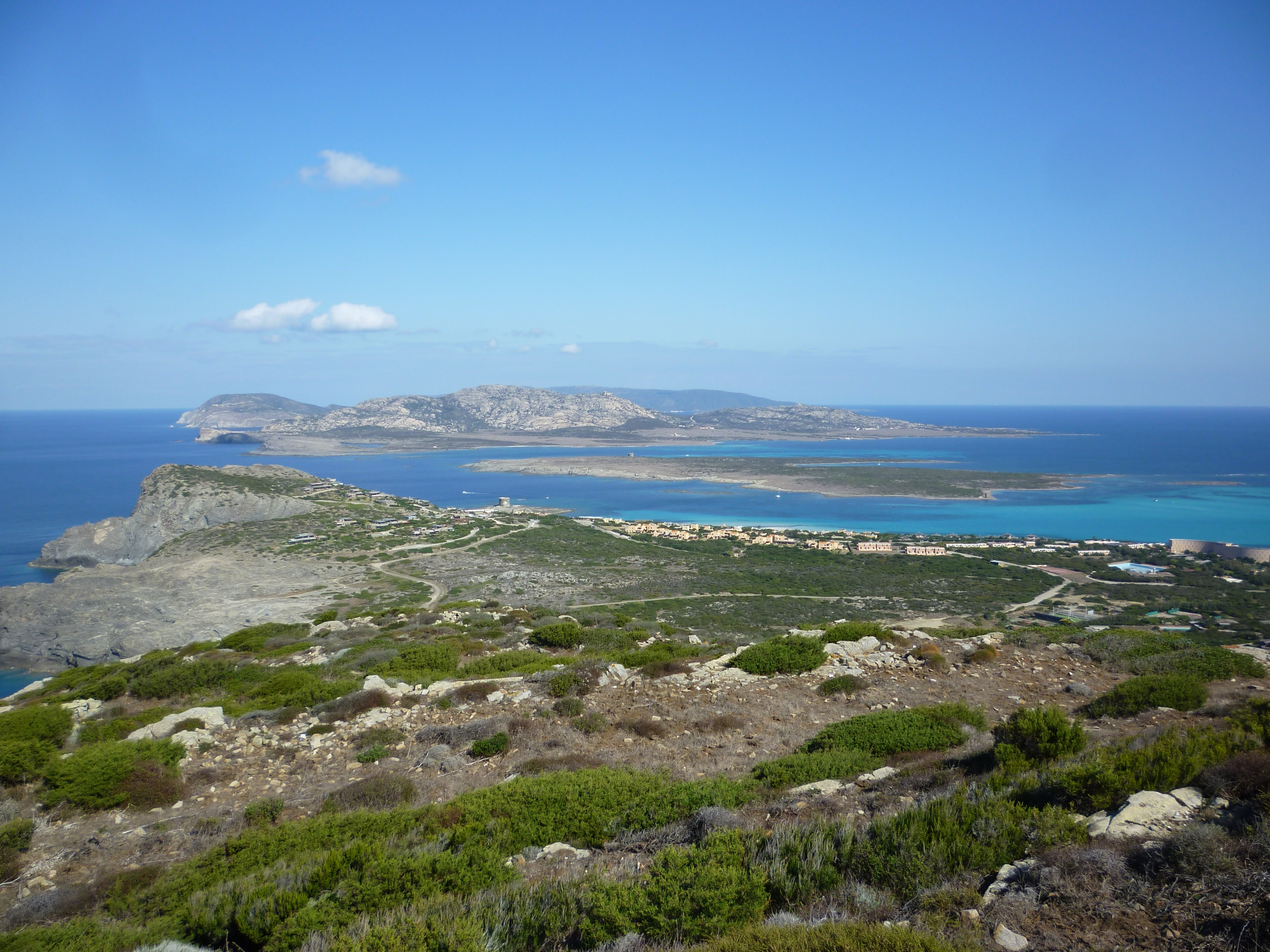
Île de l'Asinara depuis Capo Falcone

Le parc national de l'Asinara (en italien : Parco Nazionale dell'Asinara) est une réserve naturelle italienne, une institution créée par décret le 28 novembre 1997. Il comprend l'île de l'Asinara rattachée à la commune de Porto Torres, dans la province de Sassari en Sardaigne.

## Histoire
L'île de l'Asinara a été habitée par l'homme dès le néolithique, comme en témoignent les vestiges du domus de janas de Campu Perdu. Au Moyen Âge, le monastère camaldais de Sant’Andrea et le château Castellaccio sur la Punta Maestro di Fornelli ont été bâtis. Une communauté formée essentiellement de pêcheurs et de bergers s’y installe au XVIIe siècle. Puis la construction d’un lazaret et d’une prison provoquent le déplacement de la communauté à Stintino. Dans les années 1960, l’île a accueilli une prison de haute sécurité jusqu'en 1997, année de création du parc.
Les décrets d'État instituant le parc national, de l’Ente parco (agence du parc) et de l’Area marina protetta Isola dell'Asinara (zone marine protégé de l'ile de l'Asinara) ont été publiés en 2002,.
Le projet du parc avait néanmoins déjà été évoqué en 1967, lors d'une conférence tenue à Porto Torres, concernant le rattachement de l'île de l'Asinara à la commune. À l'époque, la prison était encore en activité sur l'île. En 1984, toujours à Porto Torres, s'était tenue une nouvelle conférence internationale concernant les parcs, et un projet de parc de l'Asinara avait à nouveau été évoqué. En 1988, un projet avait été proposé afin que l'état italien puisse transférer l'administration de l'île à la région Sardaigne. En 1994, la loi no 394/91 sur les parcs nationaux est approuvée, permettant la création du Parco nazionale del Golfo di Orosei, Gennargentu et de l’Isola dell’Asinara et en 1992[Quoi ?] l'accord État/Région formalisant la création du parc est signé. Le décret définissant les contours provisoires de la zone du parc est publié le 28 novembre 1997. La prison est officiellement fermée le 31 décembre 1997. L'institution finale du Parco Nazionale e dell'Ente Parco est confirmée par le D.P.R. du 3 octobre 2002 et le D.M. du 13 août 2002 décrète la création de l’Area marina protetta Isola dell'Asinara.
Au cours du mois de mai 2009, la commune de Stintino, localité la plus proche de l'Asinara et lieu de passage des échanges, a officiellement déposé une demande de rattachement à l’Ente parco.
Le 16 janvier 2015, les membres du Consiglio Direttivo dell'Ente Parco Nazionale dell'Asinara sont désignés par décret du ministre de l'Environnement. Le nouveau conseil a pris ses fonctions le 13 février 2015.

## Géographie

### Territoire
L'Asinara, dont le relief est majoritairement  montagneux, possède une superficie de 51,23 km2 et une longueur de côtes de 110 km. Ses principaux sommets par hauteur décroissante sont : punta della Scomunica (408 m), puis  punta Maestra (265 m), punta Tumbarino 241 m), monte Ruda (215 m) et  punta Marcutza (195 m). Il existe des petites surfaces planes près de cala Reale et Fornelli, autrefois utilisées pour l'agriculture par les habitants de l'île avant l'expropriation à l'initiative de l'état italien en 1885 et le transfert des habitants autochtones dans la ville de Stintino, créée pour l'occasion.

### Cours d'eau
Les cours d'eau sont principalement à régime torrentiel et alimentent des retenues d'eau artificielles créées autrefois afin de subvenir aux besoins carcéraux et au village de Cala d'Oliva. Pendant la saison des pluies, des petits étangs se forment dans la partie basse, près du littoral, dans les localités Fornelli, Cala Sant'Andrea, Cala stagno lungo et Cala barche napoletane. Ces étangs, qui favorisent le développement d'une végétation de rocaille et côtière, abritent une grande variété d'oiseaux aquatiques ou de passage.
Le long des côtes orientales de l'île, alternant avec des côtes rocheuses, se trouvent quelques petites plages. Les petits écueils près de Cala scombro di dentro abritent des colonies importantes de cormorans huppés (Phalacrocorax aristotelis).

## Flore

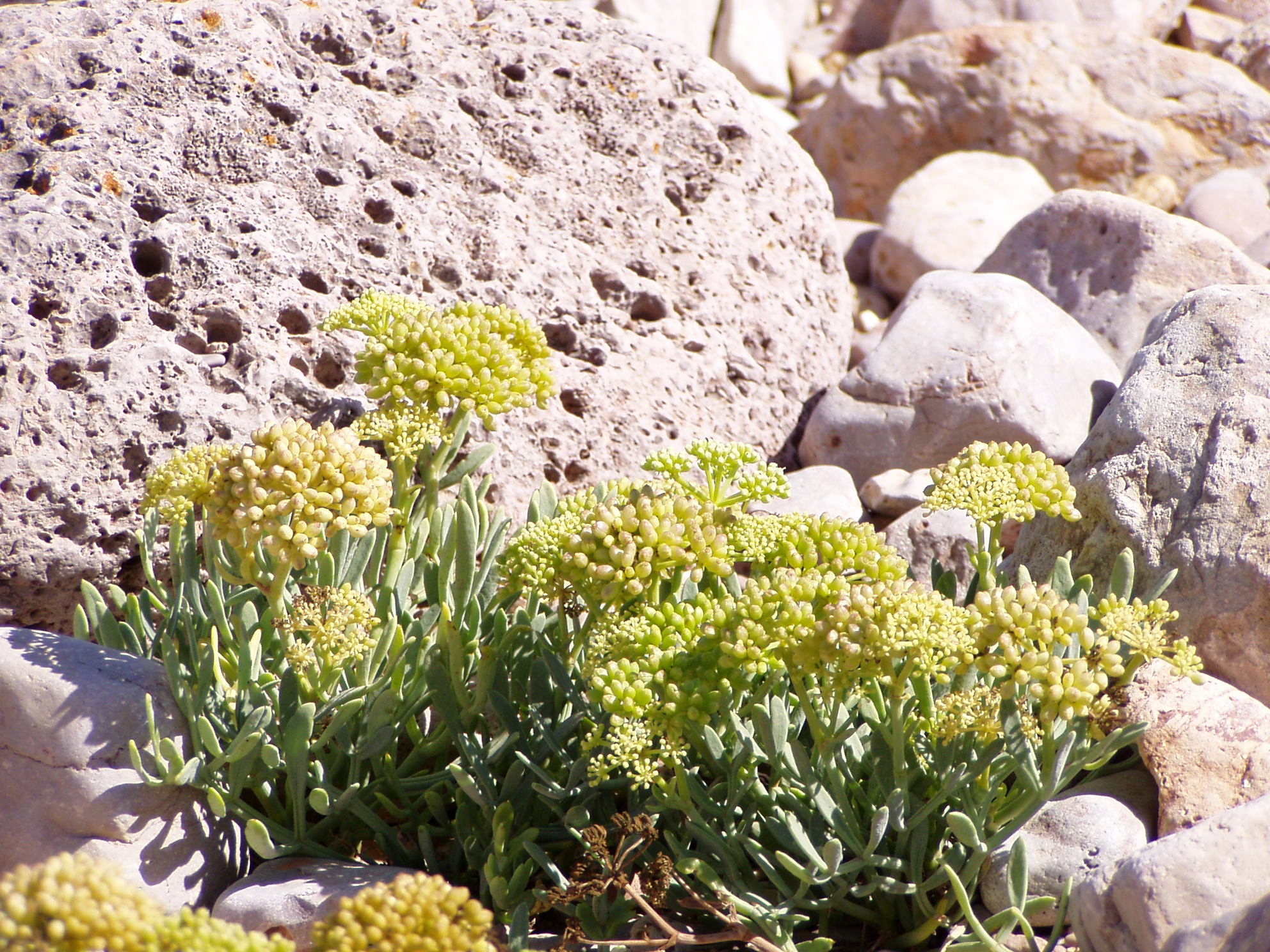
criste marine

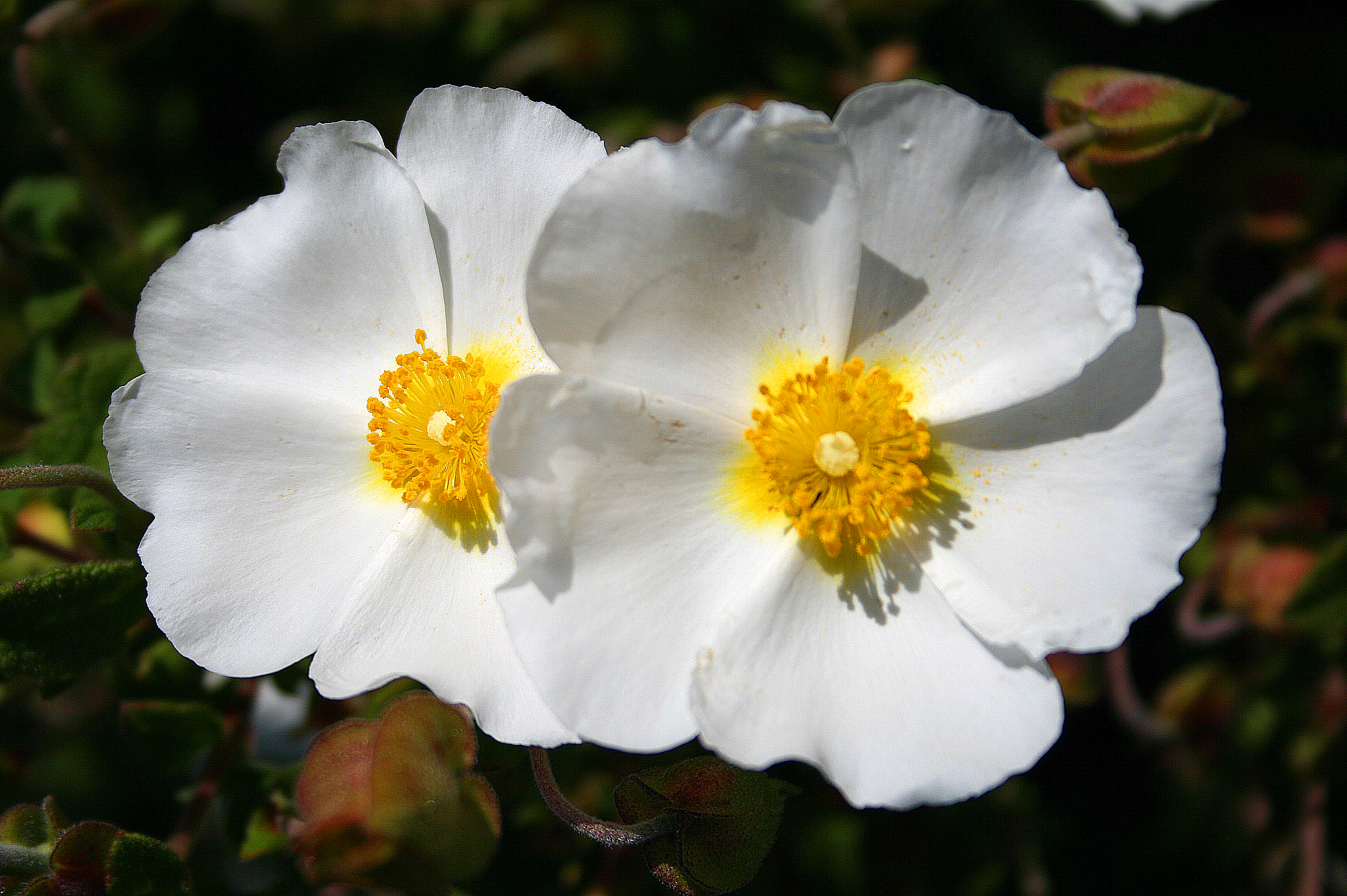
Cistus monspeliensis

La végétation est estimée fortement dégradée, victime de pâturage excessif d'animaux introduits par l'homme : chèvres, mouflons et sangliers. L’(Euphorbia dendroides), plante toxique qui a résisté au pâturage, est présente.
Dans la localité d'Elighe Mannu se trouve une petite formation forestière de chêne vert (Quercus ilex).
La société de gestion Ente parco, en collaboration avec l’Ente foreste della Sardegna, procède progressivement au transfert des espèces afin de permettre à la végétation de se reconstituer.
La flore de l'île, qui compte 678 espèces, dont 29 endémiques est semblable de celle de la Sardaigne. Le long des côtes rocheuses se développe une végétation halophile basse dominée par la criste marine, le lotus cytisoides et le limonium acutifolium.
Les côtes sableuses sont dominées par la Graminée des plages (Agropyron junceum), (Ammophila littoralis), la Santoline des plages (Otanthus maritimus) et le Lis maritime (Pancratium maritimum).
La végétation forestière est réduite au Chêne vert dans la localité de Elighe Mannu. Les zones dominées par le maquis présentent des formations végétales de genévrier de Phénicie, euphorbe arborescente, pistachier lentisque (Pistacia lentiscus), fougère-aigle (Pteridium aquilinum) et tamier commun (Tamus communis).
Dans la garigue se trouve la lavande papillon (Lavandula stoechas), le ciste de Montpellier (Cistus monspeliensis), (Centaurea horrida) et le genêt de Corse (Genista corsica).
Une petite partie du littoral est colonisée par deux espèces rares, l’algue rouge (Lithophyllum lichenoides) et l’arapède géante (Patella ferruginea).

## Faune
Un observatoire de la faune (Osservatorio Faunistico) se trouve dans la localité Tumbarino.
La faune est très importante puisqu'elle compte plus de 80 espèces sauvages de vertébrés.
Le parc protège l'âne dit de l'Asinara, une espèce vulnérable. Depuis 1990, son développement est suivi par l'AIA (Associazione Italiana Elevatori), l'Association des Éleveurs Italiens et supervisé par l'université de Sassari. Les ânes font l'objet de plusieurs mesures de conservation.
En 2004, dans la localité  Fornelli a été créée l'« hôpital des tortues » (Ospedale delle tartarughe, afin d'étudier les espèces et soigner les tortues blessées ou capturées accidentellement.
Voici la liste des espèces références à Asinara :

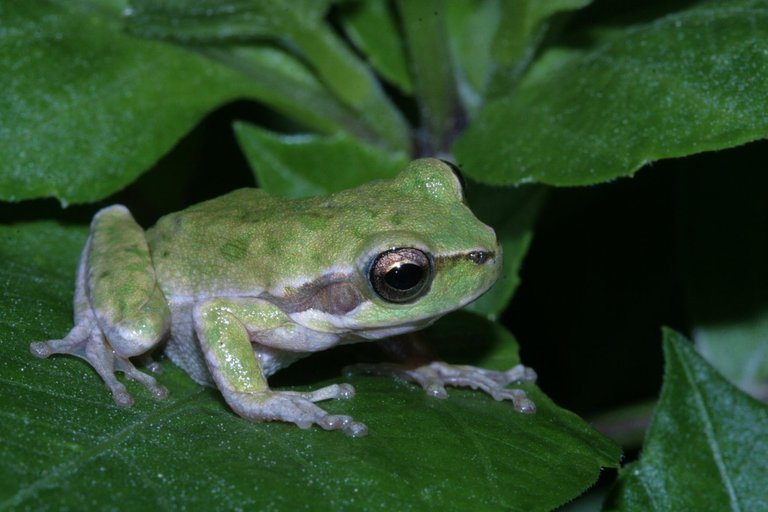
Hyla sarda

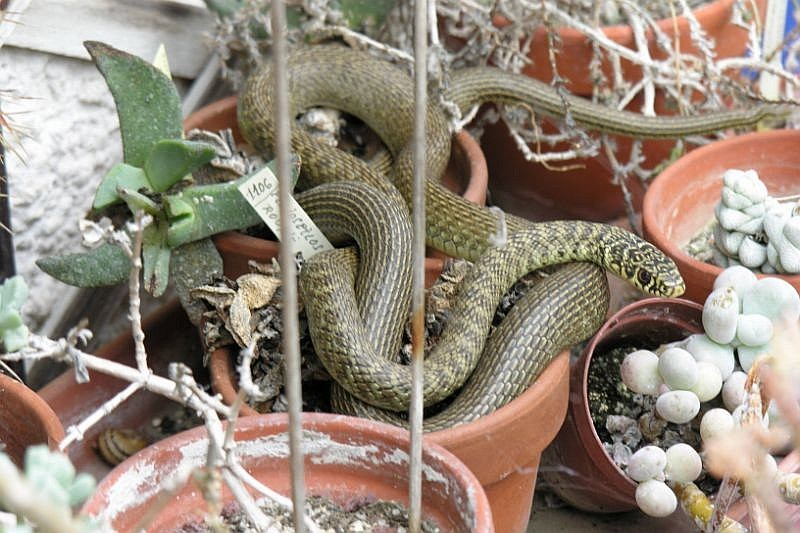
Couleuvre verte et jaune

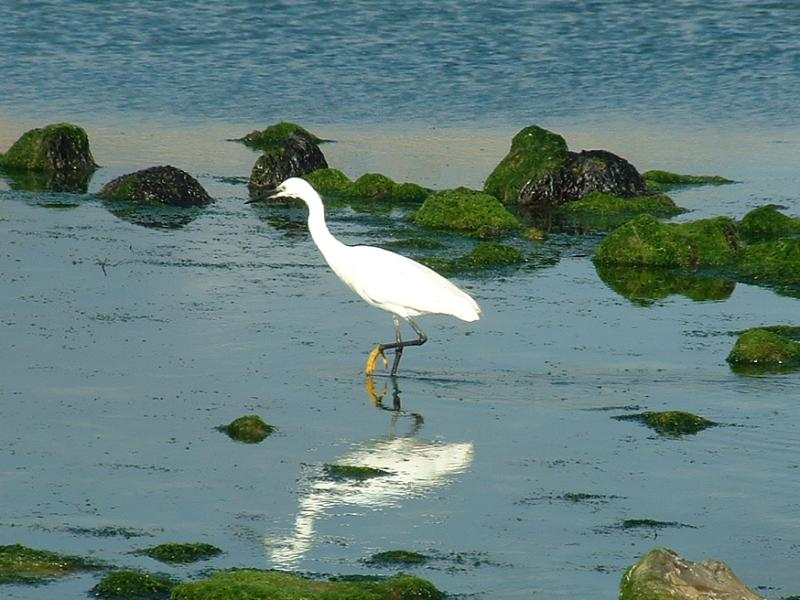
Aigrette garzette

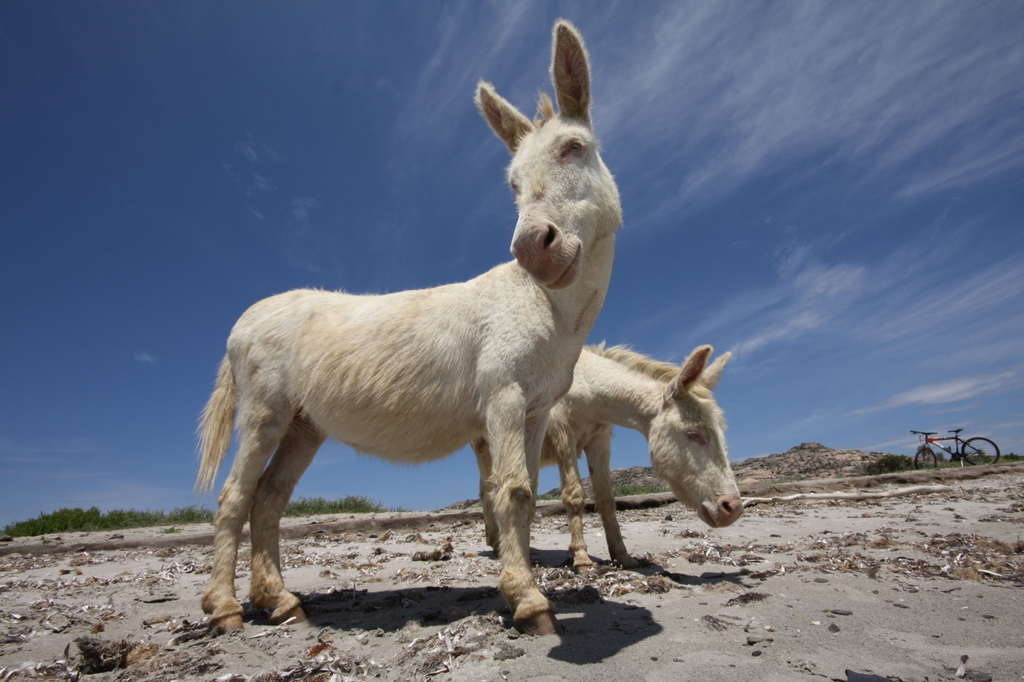
Deux ânes sur l'île d'Asinara.

Amphibiens
- Discoglossus sardus
- Crapaud vert
- Hyla sarda

Reptiles
- Cistude
- Tortue d'Hermann
- Tarente de Maurétanie
- Gecko nocturne
- Euleptes europaea
- Algyroides fitzingeri
- Lézard des ruines
- Lézard tyrrhénien
- Chalcides ocellatus
- Luscengola
- Couleuvre verte et jaune
- Couleuvre vipérine

Oiseaux
- Grèbe castagneux
- Puffin de Scopoli
- Puffin des Anglais
- Grand Cormoran
- Aigrette garzette
- Tadorne de Belon
- Canard colvert
- Balbuzard pêcheur
- Buse variable
- Faucon crécerellette
- Faucon crécerelle
- Faucon pèlerin
- Perdrix gambra
- Foulque macroule
- Gallinule poule-d'eau
- Râle d'eau
- Œdicnème criard
- Pluvier petit-gravelot
- Goéland d'Audouin
- Goéland pontique
- Sterne pierregarin
- Pigeon biset
- Tourterelle des bois
- Chouette effraie
- Chevêche d'Athéna
- Engoulevent d'Europe
- Martinet pâle
- Martinet à ventre blanc
- Huppe fasciée
- Alouette lulu
- Hirondelle de rochers
- Pipit rousseline
- Troglodyte mignon
- Rossignol philomèle
- Monticole merle-bleu
- Saxicola torquatus
- Merle noir
- Bouscarle de Cetti
- Cisticole des joncs
- Fauvette sarde
- Fauvette pitchou
- Fauvette à lunettes
- Fauvette mélanocéphale
- Fauvette à tête noire
- Roitelet à triple bandeau
- Gobemouche gris
- Mésange charbonnière
- Pie-grièche à tête rousse
- Pie bavarde
- Corneille noire
- Grand Corbeau
- Moineau espagnol
- Pinson des arbres
- Verdier d'Europe
- Chardonneret élégant
- Bruant zizi
- Bruant proyer

Mammifères
- Hérisson commun
- Musaraigne
- Pachyure étrusque
- Lièvre
- Mulot sylvestre
- Rat noir
- Rat brun
- Souris domestique
- Sanglier
- Mouflon corse
- Âne commun
- Âne de l'Asinara

## Structures
Les bâtiments du complexe carcéral sont toujours présents sur l'île ainsi que l'ossuaire austro-hongrois, remontant à l'époque de la Première Guerre mondiale et comportant les restes des prisonniers ennemis, dont environ 24 000 ont été transférés sur l'île où un camp avait été organisé. Des 24 000 prisonniers, 6 000 sont morts de typhus et de choléra.

## Accès au parc
On peut accéder au parc grâce à des trajets par bateaux à partir des ports de Porto Torres et de Stintino.
Pendant la période estivale, des lignes maritimes relient le parc aux ports de Castelsardo et Santa Teresa Gallura.

## Images

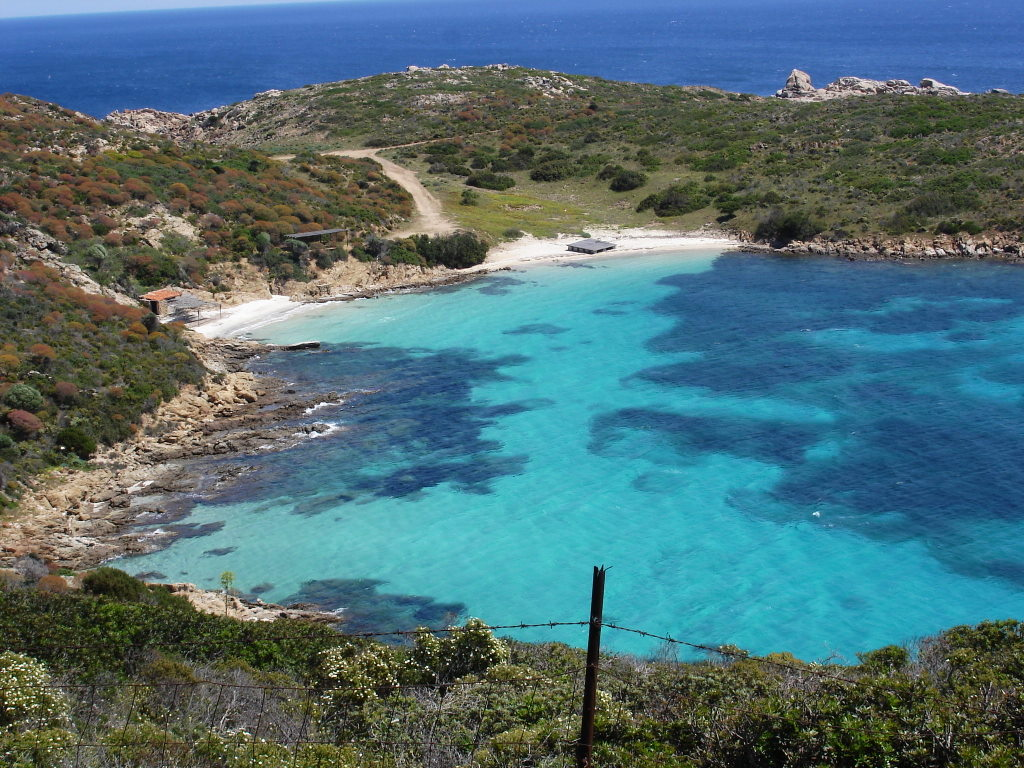
Cala Sabina.
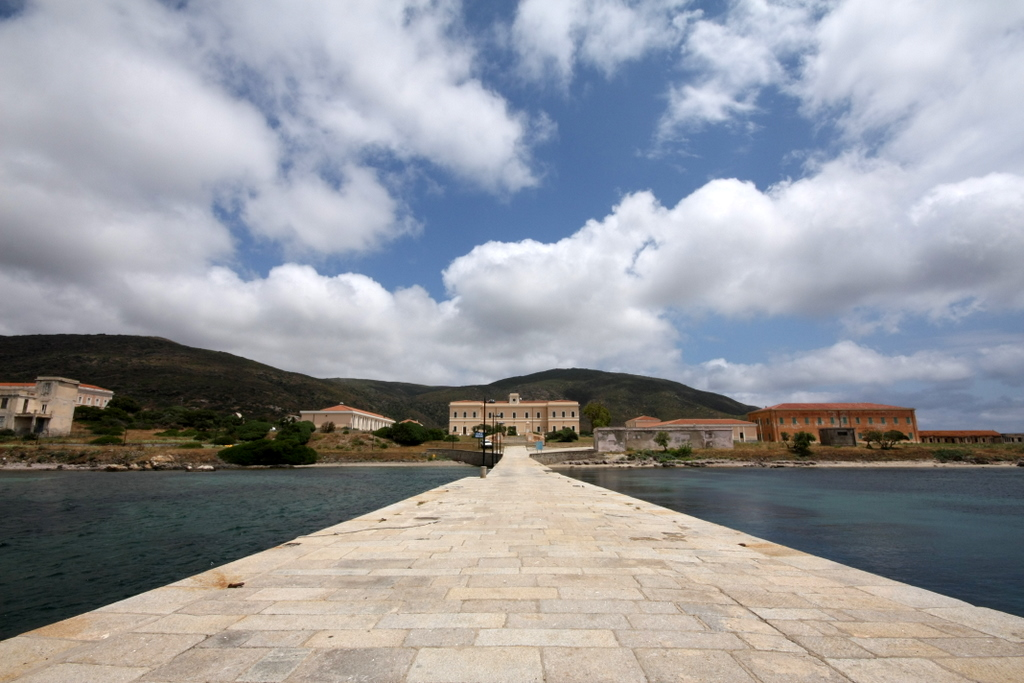
Le pont d'attache  Cala Reale.
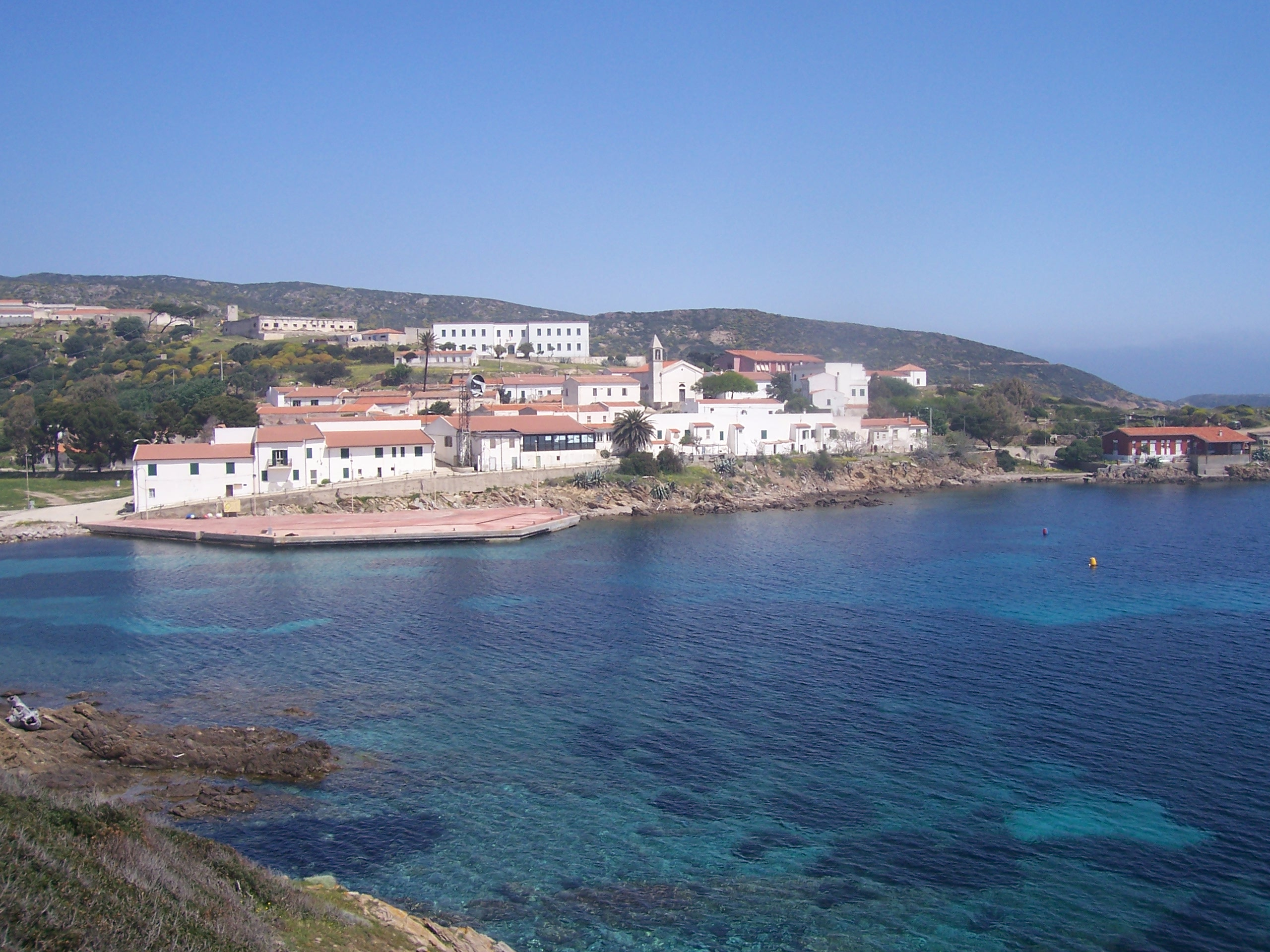
Cala d'Oliva.
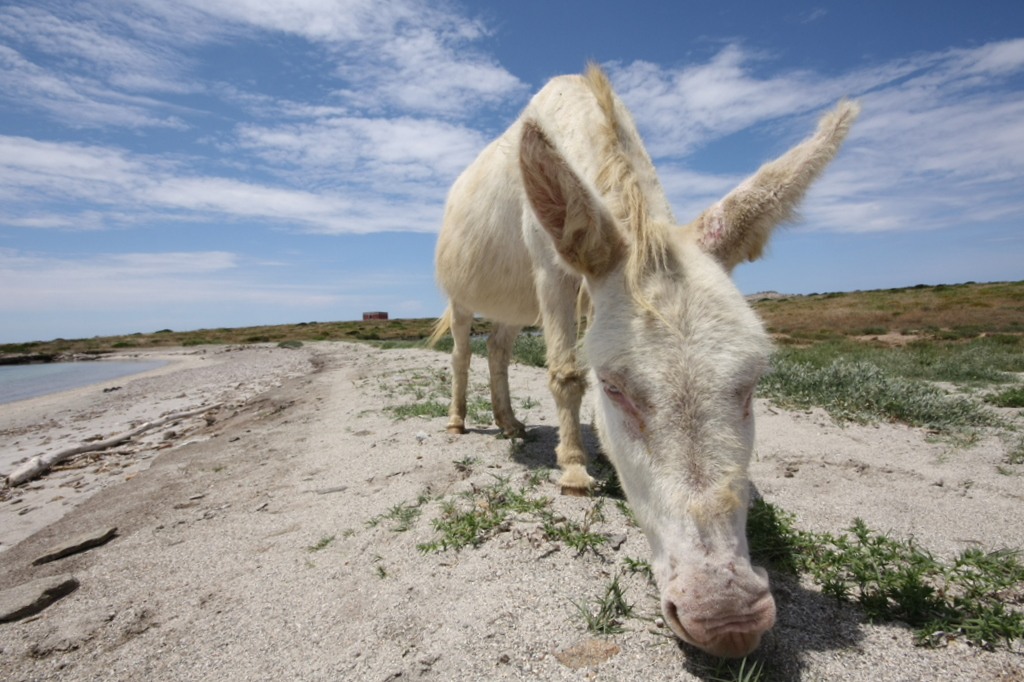
Un âne albinos.